# Музей народних ремесел (Хамадан)
Музей народних ремесел Хамадана (перс. موزه صنایع‌دستی همدان) — державний музей, розташований в Ірані в місті Хамадан. Розпочав роботу 2009 року. Розміщений на площі Баби Тахера поруч з мавзолеєм Баби Тахера. Музей перебуває у віданні організації культурної спадщини, народних ремесел і туризму провінції Хамадан. Експозиція музею присвячена народним художнім ремеслам провінції Хамадан. Працює всі дні крім п'ятниць та офіційних свят з 8 00 до 14 00.